# 沈建国
沈建国（1949年—2020年12月19日），汉族，中华人民共和国政治人物、第十一届全国政协委员。
加入中国共产党，担任全国工商联原党组成员、专职副主席、中国民间商会副会长。2008年，当选第十一届全国政协委员，代表中华全国工商业联合会，分入第二十一组。
2020年12月19日在北京病逝。